# Chilomys georgeledecii
Chilomys georgeledecii — вид мишоподібних гризунів із родини хом'якових (Cricetidae).

## Етимологія
Вид названо на честь чеського й американського міжнародного захисника природи Джорджа Кампоса Ледечі (англ. George Campos Ledeci), який працював над просуванням більш екологічно чистих проектів розвитку інфраструктури в Еквадорі та інших країнах.

## Біоморфологічна характеристика
Довжина голови й тулуба ≈ 83–90 мм; хвіст довший за довжину голови й тулуба (≈ 144.4–177.7%); тильна поверхня стопи з круглою лускою і великими проміжками; вилична пластинка злегка нахилена назад; М2 з вузьким гіпофлексусом (виразно вужчим за мезофлексус); m1 з передньосереднім згином.
Волосяний покрив на спині середнього нейтрального сірого (колір 298) забарвлення; коротке волосся (середня довжина на спині = 5.5 мм). Блідо-нейтральна сіра (колір 296) черевна шерсть із волосками (середня довжина = 6.5 мм) з темно-натуральною нейтрально-сірою (колір 299) основою. Періокулярне кільце чорного кольору (колір 300). Вусові вібриси короткі, товсті в основі й тонкі до верхівки. Зовні вуха вкриті короткими димчасто-сірими (колір 266) волосками з темно-нейтрально-сірою (колір 299) внутрішньою поверхнею і світло-нейтральним сірим (колір 296) краєм.

## Середовище проживання
Типова місцевість: Еквадор, провінція Карчі, заповідник Дракули. Типова місцевість розташована в верхів'ях річки Гуальпі в нижній гірській екосистемі. Місцеве вираження гірського хмарного лісу характеризується кроною дерев, що досягає 30 м у висоту. Підлісок розкішний і в основному складається з видів, що належать до ароїдних, меластоматових, циклантових, бромелієвих і папоротей.